# 부수적 피해
부수적 피해(附隨的被害)는 군사 활동의 결과로 특히 민간인에게 발생한 우발적이고 원치 않는 사망, 부상 또는 기타 피해이다. 원래는 군사 작전을 설명하기 위해 만들어졌으나, 이제는 비군사적 맥락에서 행동으로 인한 원치 않는 결과를 지칭하는 데에도 사용된다.

## 같이 보기
- 독도 폭격 사건